# 尹鴻
尹鴻（1961年—），男，中國大陸作家，电影评论家。现任澳门科技大學电影學院院長、教授、博士生导师。曾經批評电影《十面埋伏》和《滿城盡帶黃金甲》而成名。

## 经历

### 教育背景
- 1982年，于四川大学中文系，获文学学士学位。
- 1984年，于四川大学中文系，获文学硕士学位。
- 1989年，于北京师范大学，获文学博士学位。

### 教学经历
- 1984-1986年，四川大学中文系助教。
- 1989-1999年，北京师范大学中文系、艺术系讲师、副教授、教授。
- 1995年，加拿大约克大学高级访问学者。
- 1999-今，清华大学新闻与传播学院教授、博士生导师、副院长（2002-2016）
- 2017-今，澳门科技大学电影学院院长、教授、博士生导师

### 其他兼职
- 中国电影家协会副主席兼理论评论委员会会长
- 中国文艺评论家协会副主席、兼网络文艺研究委员会主任
- 北京电影家协会副主席
- 中国高校影视学会和中国电影评论学会副会长
- 中国电视剧导演委员会和编剧委员会指导委员

## 出版作品
- 《悲劇意識與悲劇藝術》
- 《弗洛伊德主義與中國二十世紀文學》
- 《鏡像閱讀》
- 《當代中國大眾文化批判》
- 《中國電視論綱》
- 《世界電影史話》
- 《全球化與大眾傳媒》
- 《當代中國電影》
- 《世紀轉折時期的中國影視文化》